# Leatherface
Leatherface war eine englische Punk-Band, die 1988 gegründet wurde und sich 2012 auflöste. Sie hat acht Studioalben veröffentlicht. Die Band wurde nach dem  Bösewicht aus Tobe Hoopers Blutgericht in Texas (The Texas Chain Saw Massacre) benannt.

## Geschichte

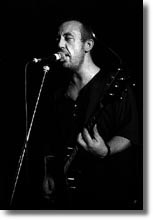
Frankie Stubbs – live (1993)

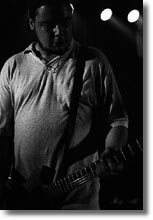
Dickie Hammond – live (1993)

Leatherface wurde im August 1988 in Sunderland gegründet.
Ab 2006 war nach 12 Jahren Pause auch Dickie Hammond wieder dabei. Somit spielte die Band bis auf den Bassisten (seit 1999 Davey Burdon) wieder in Originalbesetzung.
2008 veröffentlichte Rubber Factory Records ein Tribut-Album. Auf der Doppel-CD (limitiert auf 2000 Exemplare) covern 39 Bands aus acht Ländern Leatherface-Klassiker, darunter Hot Water Music, The Sainte Catherines und Radon.
Im Herbst 2015 starb Dickie Hammond im Alter von 50 Jahren. Schlagzeuger Andrew Laing starb im April 2023.

## Stil und Rezeption
Die Musik von Leatherface wird als Mischung aus Hüsker Dü und Motörhead beschrieben.
Peter Hesse schrieb im Musikmagazin: Visions: ››Mit „Mush“ haben Leatherface zweifellos eines der wichtigsten Punkrock-Alben hingelegt, das die 90er Jahre gesehen haben. Lange galten sie in der Phase von ‘90-‘93 als Englands heißester Underground-Act; die Reibeisen-Stimme von Frankie Stubbs war zu Hochzeiten in der Lage, selbst Motörhead-Kopf Lemmy Kilmister wie eine zweitklassige Michael-Jackson-Kopie aussehen zu lassen.‹‹
Jack Rabid, Musikkritiker und Herausgeber des Magazins The Big Takeover, bezeichnete Leatherfaces Mush (1992) als eine der 50 besten Punkplatten aller Zeiten.

## Diskografie
- 1989: Cherry Knowle (Meantime Records)
- 1990: Fill Your Boots
- 1991: Smokey Joe (EP)
- 1991: Mush
- 1992: Compact and Bijou (EP)
- 1993: Do the Right Thing (EP)
- 1993: Minx
- 1993: Your Choice Live Series (Split mit Jawbox)
- 1994: The Last
- 1995: Live in Oslo (Livealbum)
- 1999: BYO Split Series vol. 1: Hot Water Music/Leatherface
- 2000: Horsebox
- 2004: Dog Disco
- 2010: The Stormy Petrel